# Renata Pliś
Renata Pliś (ur. 5 lutego 1985 we Wrocławiu) – polska lekkoatletka, specjalizująca się w biegach średniodystansowych.

## Kariera
Na arenie międzynarodowej zadebiutowała w 2005 zajmując 11. miejsce podczas mistrzostw Europy dla zawodników do lat 23. Udany występ zawodniczki na halowym czempionacie Polski w 2008 zaowocował powołaniem do reprezentacji Polski na halowy puchar Europy, który był rozgrywany w Moskwie – na tej imprezie biegaczka zajęła 5. miejsce w biegu na 3000 metrów. Odpadła w eliminacjach biegu na 3000 metrów na halowych mistrzostwach świata oraz w biegu 1500 metrów podczas mistrzostw Starego Kontynentu (2010). W 2011 była, w biegu na 1500 metrów, czwarta podczas halowych mistrzostw Europy w Paryżu oraz dotarła na tym dystansie do półfinału mistrzostw świata w Daegu. Odpadła w eliminacjach na igrzyskach olimpijskich w Londynie (2012). Reprezentantka Polski w drużynowym czempionacie Europy.
Dziewięć razy stawała na podium mistrzostw Polski seniorów zdobywając cztery złote (Bielsko-Biała 2010 – bieg na 800 m, Bielsko-Biała 2012 – bieg na 1500 m, Toruń 2013 – bieg na 1500 m, Kraków 2015 – bieg na 5000 m), cztery srebrne (Szczecin 2008, Bydgoszcz 2009 i Bielsko-Biała 2010 – bieg na 1500 m, Szczecin 2014 – bieg na 1500 m) oraz jeden brązowy medal (Bydgoszcz 2011 – bieg na 800 m). W ciągu swojej kariery zdobyła osiem medali halowego czempionatu Polski: cztery złote (2008 – biegi na 1500 i 3000 m; 2011 – bieg na 800 m, 2016 – bieg na 3000 m) oraz dwa srebrne (2006 – bieg na 1500 m, 2017 – bieg na 3000 m) i dwa brązowe (2012 – bieg na 800 m, 2015 – bieg na 1500 m).
W 2012 została wybrana najlepszym sportowcem województwa zachodniopomorskiego w plebiscycie Kurier Szczecińskiego i TVP Szczecin.

## Osiągnięcia
| Rok  | Impreza                                 | Miejsce    | Konkurencja    | Lokata      | Wynik    |
| ---- | --------------------------------------- | ---------- | -------------- | ----------- | -------- |
| 2005 | Młodzieżowe mistrzostwa Europy          | Erfurt     | bieg na 1500 m | 11. miejsce | 4:24,00  |
| 2008 | Halowy puchar Europy                    | Moskwa     | bieg na 3000 m | 5. miejsce  | 9:10,81  |
| 2009 | Superliga drużynowych mistrzostw Europy | Leiria     | bieg na 800 m  | 11. miejsce | 2:02,44  |
| 2010 | Halowe mistrzostwa świata               | Doha       | bieg na 3000 m | eliminacje  | 9:02,68  |
| 2010 | Superliga drużynowych mistrzostw Europy | Bergen     | bieg na 3000 m | 2. miejsce  | 9:08,94  |
| 2010 | Mistrzostwa Europy                      | Barcelona  | bieg na 1500 m | eliminacje  | 4:07,20  |
| 2011 | Halowe mistrzostwa Europy               | Paryż      | bieg na 1500 m | 4. miejsce  | 4:15,16  |
| 2011 | Mistrzostwa świata                      | Daegu      | bieg na 1500 m | półfinał    | 4:11,12  |
| 2012 | Igrzyska olimpijskie                    | Londyn     | bieg na 1500 m | eliminacje  | 4:19,62  |
| 2013 | Superliga drużynowych mistrzostw Europy | Gateshead  | bieg na 1500 m | 3. miejsce  | 4:10,73  |
| 2013 | Superliga drużynowych mistrzostw Europy | Gateshead  | bieg na 3000 m | 5. miejsce  | 9:04,46  |
| 2013 | Mistrzostwa świata                      | Moskwa     | bieg na 1500 m | półfinał    | 4:08,02  |
| 2014 | Mistrzostwa Europy                      | Zurych     | bieg na 1500 m | 4. miejsce  | 4:06,65  |
| 2014 | Mistrzostwa Europy                      | Zurych     | bieg na 5000 m | 12. miejsce | 15:48,58 |
| 2014 | Puchar interkontynentalny               | Marrakesz  | bieg na 1500 m | 5. miejsce  | 4:08,68  |
| 2015 | Halowe mistrzostwa Europy               | Praga      | bieg na 1500 m | 8. miejsce  | 4:16,96  |
| 2015 | Superliga drużynowych mistrzostw Europy | Czeboksary | bieg na 5000 m | 1. miejsce  | 15:49,29 |
| 2015 | Mistrzostwa świata                      | Pekin      | bieg na 1500 m | półfinał    | 4:15,10  |
| 2016 | Halowe mistrzostwa świata               | Portland   | bieg na 1500 m | 7. miejsce  | 4:10,14  |

## Rekordy życiowe
| Konkurencja                     | Rezultat | Data                  | Miejsce    | Uwagi |
| ------------------------------- | -------- | --------------------- | ---------- | ----- |
| Bieg na 800 metrów              | 2:00,45  | 1 września 2010(dts)  | Zagrzeb    |       |
| Bieg na 1000 metrów             | 2:37,89  | 20 września 2011(dts) | Warszawa   |       |
| Bieg na 1500 metrów             | 4:03,50  | 16 września 2011(dts) | Bruksela   |       |
| Bieg na 2000 metrów             | 5:41,98  | 17 czerwca 2014(dts)  | Ostrawa    |       |
| Bieg na 3000 metrów (stadion)   | 8:39,18  | 5 września 2014(dts)  | Bruksela   |       |
| Bieg na 5000 metrów (stadion)   | 15:18,75 | 16 lipca 2014(dts)    | Liège      |       |
| Bieg na 10 000 metrów (stadion) | 32:54,13 | 6 lipca 2019(dts)     | Londyn     |       |
| Bieg na 800 metrów (hala)       | 2:03,12  | 3 lutego 2015(dts)    | Toruń      |       |
| Bieg na 1000 metrów (hala)      | 2:39,22  | 6 lutego 2016(dts)    | Spała      |       |
| Bieg na 1500 metrów (hala)      | 4:07,10  | 22 lutego 2011(dts)   | Sztokholm  |       |
| Bieg na 3000 metrów (hala)      | 8:50,75  | 20 lutego 2016(dts)   | Glasgow    |       |
| Bieg na 2 mile (hala)           | 9:36,89  | 20 lutego 2010(dts)   | Birmingham |       |